# 오토후케정
오토후케정(일본어: 音更町)은 일본 홋카이도 도카치 종합진흥국 관내에 있는 정이다. 도카치 관내 중심부에 있고 오비히로시 북쪽에 위치한다. 홋카이도의 정 중에서 가장 인구가 많다.
정명의 유래는 아이누어의 ‘오트프케’(オトプケ, 머리카락이 나타난다)이다. ‘강의 흐름이 흐트러진 머리카락 같았기 때문에’라는 설과 ‘하천에 밀생하는 버드나무의 모습이 머리카락 같았기 때문에’라는 설이 존재한다.

## 지리
도카치 종합진흥국 관내의 거의 중앙에 위치하고 도카치강을 사이로 오비히로시 북부와 접한다. 대부분은 평야이고 동부만 구릉지대이다.

### 인접한 자치체
- 도카치 종합진흥국
  - 오비히로시
  - 가토군 시호로정, 시카오이정
  - 나카가와군 마쿠베쓰정, 이케다정
  - 가사이군 메무로정

### 기후
전형적인 대륙성 기후로 겨울의 냉각은 매우 심하고 -25도 이하가 되는 날도 많다. 2000년 1월 27일에는 -32.1도를 기록했다.
| 오토후케정 고마바의 기후                                     | 오토후케정 고마바의 기후 | 오토후케정 고마바의 기후 | 오토후케정 고마바의 기후 | 오토후케정 고마바의 기후 | 오토후케정 고마바의 기후 | 오토후케정 고마바의 기후 | 오토후케정 고마바의 기후 | 오토후케정 고마바의 기후 | 오토후케정 고마바의 기후 | 오토후케정 고마바의 기후 | 오토후케정 고마바의 기후 | 오토후케정 고마바의 기후 | 오토후케정 고마바의 기후 |
| 월                                                           | 1월                      | 2월                      | 3월                      | 4월                      | 5월                      | 6월                      | 7월                      | 8월                      | 9월                      | 10월                     | 11월                     | 12월                     | 연간                     |
| ------------------------------------------------------------ | ------------------------ | ------------------------ | ------------------------ | ------------------------ | ------------------------ | ------------------------ | ------------------------ | ------------------------ | ------------------------ | ------------------------ | ------------------------ | ------------------------ | ------------------------ |
| 역대 최고 기온 °C (°F)                                       | 6.6 (43.9)               | 9.4 (48.9)               | 16.6 (61.9)              | 29.8 (85.6)              | 37.7 (99.9)              | 37.8 (100.0)             | 36.3 (97.3)              | 36.2 (97.2)              | 33.1 (91.6)              | 26.7 (80.1)              | 20.8 (69.4)              | 13.1 (55.6)              | 37.8 (100.0)             |
| 일평균 최고 기온 °C (°F)                                     | −2.3 (27.9)              | −1.2 (29.8)              | 3.6 (38.5)               | 11.2 (52.2)              | 17.4 (63.3)              | 20.7 (69.3)              | 23.8 (74.8)              | 24.9 (76.8)              | 21.4 (70.5)              | 15.2 (59.4)              | 7.5 (45.5)               | 0.2 (32.4)               | 11.9 (53.4)              |
| 일일 평균 기온 °C (°F)                                       | −8.1 (17.4)              | −7.2 (19.0)              | −1.6 (29.1)              | 5.0 (41.0)               | 10.9 (51.6)              | 14.7 (58.5)              | 18.4 (65.1)              | 19.6 (67.3)              | 16.0 (60.8)              | 9.4 (48.9)               | 2.6 (36.7)               | −4.6 (23.7)              | 6.3 (43.3)               |
| 일평균 최저 기온 °C (°F)                                     | −15.6 (3.9)              | −15.2 (4.6)              | −7.8 (18.0)              | −1.0 (30.2)              | 4.5 (40.1)               | 9.5 (49.1)               | 14.1 (57.4)              | 15.3 (59.5)              | 10.9 (51.6)              | 3.5 (38.3)               | −2.5 (27.5)              | −10.7 (12.7)             | 0.4 (32.7)               |
| 역대 최저 기온 °C (°F)                                       | −32.1 (−25.8)            | −30.9 (−23.6)            | −26.9 (−16.4)            | −14.7 (5.5)              | −5.5 (22.1)              | −1.0 (30.2)              | 1.9 (35.4)               | 3.7 (38.7)               | −0.8 (30.6)              | −5.7 (21.7)              | −18.1 (−0.6)             | −25.9 (−14.6)            | −32.1 (−25.8)            |
| 평균 강수량 mm (인치)                                        | 27.2 (1.07)              | 19.9 (0.78)              | 32.3 (1.27)              | 51.1 (2.01)              | 79.0 (3.11)              | 78.6 (3.09)              | 116.9 (4.60)             | 148.9 (5.86)             | 131.2 (5.17)             | 77.0 (3.03)              | 45.1 (1.78)              | 38.7 (1.52)              | 845.9 (33.30)            |
| 평균 강수일수 (≥ 1.0 mm)                                     | 4.9                      | 4.3                      | 6.1                      | 7.7                      | 9.5                      | 9.8                      | 10.8                     | 11.9                     | 10.9                     | 8.7                      | 7.3                      | 6.2                      | 98.1                     |
| 평균 월간 일조시간                                           | 175.7                    | 176.5                    | 212.0                    | 188.4                    | 183.3                    | 143.1                    | 119.2                    | 123.9                    | 145.8                    | 172.4                    | 159.5                    | 160.9                    | 1,956.7                  |
| 출처: 일본 기상청 (평년값: 1991년~2020년, 극값: 1977년~현재) |                          |                          |                          |                          |                          |                          |                          |                          |                          |                          |                          |                          |                          |

## 역사
- 1906년 4월 - 오토후케촌, 시카리베쓰촌, 히가시시카리촌 등 3개 촌과 시보사무촌, 조타촌 등 2개 촌의 일부가 합병해 오토후케촌이 되었다.
- 1921년 4월 - 오토후케촌의 일부가 가와카미촌(현 시호로정, 가미시호로정), 시카오이촌(현 시카오이정)으로 분리되었다.
- 1953년 7월 - 정으로 승격해 오토후케정이 되었다.

## 경제
농업은 밭농사와 낙농업이 활발하다. 사탕무, 감자, 콩, 밀, 당근 등을 생산한다. 특히 밀과 당근은 시정촌별 생산량으로 일본에서 가장 많다(2007년 농림수산성 통계)이다. 오비히로시와 인접하기 때문에 베드타운으로도 발달하고 있다.

## 교통

### 도로
- 도토 자동차도
- 국도 241호선